# Epiplema pseudomoza
Epiplema pseudomoza är en fjärilsart som beskrevs av Embrik Strand 1916. Epiplema pseudomoza ingår i släktet Epiplema och familjen Uraniidae. Inga underarter finns listade i Catalogue of Life.